# Herb Chojnic
Herb Chojnic – jeden z symboli miasta Chojnice w postaci herbu.

## Wygląd i symbolika
Herb przedstawia w polu srebrnym czarną głowę tura ze złotymi rogami i złotym pierścieniem w nozdrzach, między rogami czerwona róża na zielonej łodydze, łodyga z dwoma zielonymi listkami.

## Historia
Od początków istnienia miasta, herb Chojnic zawiera niezmienione godło. Pochodzące z pierwszej połowy XIV wieku pieczęcie miejskie wyobrażały głowę tura przyozdobioną kwiatami. Pieczęć większa, o średnicy 60 mm, przedstawiała głowę tura zwróconą wprost, z rozgałęzionymi kwiatami pomiędzy rogami oraz w polu, w otoku zawierała napis: +S'CIVITATIS KONITZE. Odcisk tej pieczęci znajduje się na dokumencie z 1730 roku. Pieczęć mniejsza, o średnicy 38 mm, której używano do spraw codziennych, różniła się od pierwszej układem kwiatów i gałązek oraz napisem + SECRETVM CIVITATIS CHONITZ. Krój liter dowodzi, zdaniem prof. Mariana Gumowskiego, że obydwie powstały w XIV wieku.
W następnych stuleciach rysunek głowy tura ulegał nieznacznym przekształceniom, z większą natomiast swobodą podchodzono do elementów zdobniczych. Kwiaty w polu przybierały bogatsze formy, zaś między rogami tura wyraźnie ukształtowała się gałązka z różą. W okresie I Rzeczypospolitej na tarczy herbowej znalazły się cztery krzyżyki, symbolizujące miasta powiatu człuchowskiego, których interesy Chojnice reprezentowały w sejmiku generalnym Prus Królewskich. Do połowy XIX wieku nie wiadomo nic o barwach chojnickiego herbu, należy jednak przypuszczać, że obecne zostały przejęte mocą tradycji z dawnych czasów.
Przed II wojną światową władze miasta postanowiły zalegalizować i potwierdzić używany herb i zwróciły się w tej sprawie do Ministerstwa Spraw Wewnętrznych, które po zasięgnięciu opinii Ministerstwa Wyznań Religijnych i Oświecenia Publicznego uznało, iż herbem Chojnic jest:
„W polu srebrnym czarna głowa tura ze złotymi rogami i złotym pierścieniem w nozdrzach, między rogami czerwona róża na zielonej łodydze, łodyga z dwoma zielonymi listkami"
.
Do formy herbu powrócono po odrodzeniu samorządów w 1990 roku. Zaszła bowiem potrzeba ujednolicenia rysunku głowy tura i wyraźnego określenia barw, poprzednio traktowanych zbyt dowolnie. W uchwalonym w 1991 roku statucie miasta Rada Miejska przyjęła bez zmian opis herbu według ustalenia z 1937 roku i zatwierdziła kształt graficzny opracowany przez Kazimierza Lemańczyka do powszechnego zastosowania.